# Stabilizáló szelekció

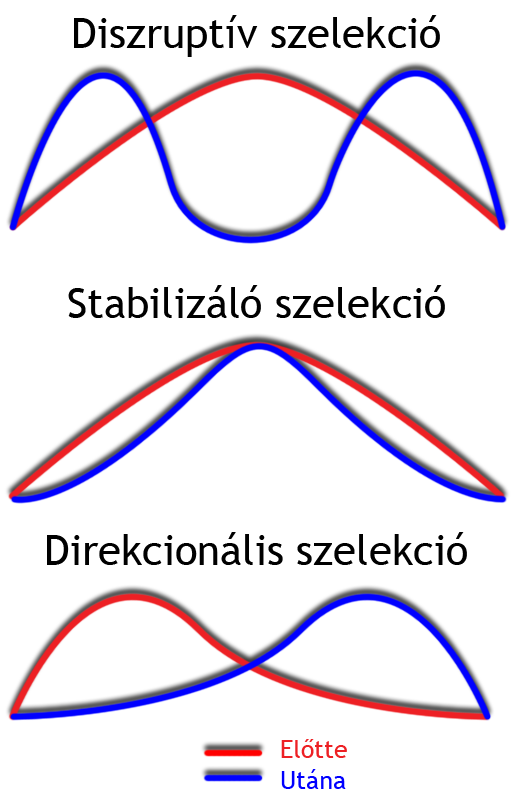
A szelekció három típusát bemutató ábra

A stabilizáló szelekció (nem összetévesztendő a negatív szelekcióval)) a természetes szelekció azon fajtája, melyben a genetikai sokféleség csökken, miközben a populáció egy fenotípusos tulajdonság valamely értéke körül stabilizálódik. A stabilizáló kiválasztódás valószínűleg a természetes kiválasztódás leggyakoribb mechanizmusa. Működése során jellemzően a negatív szelekció útján szabadul meg egy fenotípusos jelleg szélső értékeitől.
A stabilizáló szelekció tekinthető a diszruptív vagy szétválogató szelekció ellenpárjának. Az extrém fenotípusok helyett a köztes variánsokat támogatja, ezzel csökkenti a fenotipikus variációk számát és fenntartja a status quót. A természetes szelekció jellemzően eltávolítja az átlagostól nagyon eltérő fenotípusokat, ami a normális vagy átlagos fenotípusok szaporodási sikeréhez vezet.
Klasszikus példa erre az újszülöttek születési súlya. A kis súlyú újszülöttek gyorsabban veszítenek hőt és könnyebben kapnak el fertőző betegségeket, míg a túl nagy újszülöttek nehezen hatolnak át az anya medencéjén. Így a közepes felé hajló tömegű kisbabák nagyobb számban maradnak életben. A nagyon kicsi és nagyon nagy babák csecsemőhalandósága sokkal magasabb.
A stabilizáló szelekció a legtöbb populációban állandóan működésben van, megakadályozva a formai és funkcionális divergenciát. Ilyen módon egyes szervezetek (például a cápák vagy a páfrányok) felépítése évmilliók elteltével is nagyjából változatlan maradt.
A stabilizáló szelekció néha kimutatható közvetlenül is, a különböző tartományokba eső fenotípusok fitneszének mérésével. Az egyéb módszerek közé tartoznak a molekuláris szekvenciaadatokra vonatkozó tesztek, mint a Ka/Ks arány, az allélfrekvencia eloszlásainak változása vagy a  McDonald-Kreitman test.
Emberi populációkban a genom mintegy 5 százalékát negatív szelekciós nyomás alatt lévő közös emlősgének alkotják. Más, gyorsan evolváló lókuszok közé tartoznak a regulációs szekvenciák és mikroRNS-ek.

## Fordítás
- Ez a szócikk részben vagy egészben a Stabilizing selection című angol Wikipédia-szócikk ezen változatának fordításán alapul.  Az eredeti cikk szerkesztőit annak laptörténete sorolja fel. Ez a jelzés csupán a megfogalmazás eredetét és a szerzői jogokat jelzi, nem szolgál a cikkben szereplő információk forrásmegjelöléseként.